# 성주휴게소
성주휴게소(星州休憩所, Seongju Service Area)는 경상북도 성주군 초전면 용봉리에 위치한 중부내륙고속도로의 고속도로 휴게소이다. 2008년 간이 휴게소 형태로 개장하였으나 2018년 2월 주유소가 포함된 정식 휴게소로 재개장하였다. 내서 기점 96km 지점에 위치하며, 이 휴게소가 정식 휴게소로 개장함으로 인해 휴게소간 거리가 멀었던 남성주참외휴게소 (내서 기점 75km)와 선산휴게소(내서 기점 128km지점)구간을 운행하는 운전자들은 두 휴게소 사이에 위치한 이 휴게소 덕분에 휴식을 취하기가 한결 편해지기도 하였다. 낙동강 물결을 형상화한 곡선형 지붕이 적용된 성주휴게소는 양평방향 3만8631m2, 창원방향 3만8848m2 부지 규모로 건설되었다.

## 연혁
- 2008년 7월 7일: 성주휴게소 임시 부지 개방, 간이휴게소 형태로 운영
- 2018년 2월 1일: 양방향 모두 정식 휴게소로 재개장

## 시설
- 주차장 (양 방향 모두 180대 수용 가능)
- 화장실
- ATM
- 주유소
- 식당가
- 화물차 휴게소

## 전후
양평 방면
- 선산휴게소←성주휴게소←남성주참외휴게소
- 남김천 나들목←성주휴게소←성주 나들목

창원 방면
- 선산휴게소→성주휴게소→남성주참외휴게소
- 남김천 나들목→성주휴게소→성주 나들목